# El Born. Museu d'Història de Barcelona
El Born. Museu d'Història de Barcelona, ubicat a l'antic Mercat del Born, és un equipament cultural que mostra la Barcelona del 1700 i els fets de 1714 en el context de la Guerra de Successió. Es tracta d'un espai polivalent d'accés públic amb una extensa programació que té l'objectiu de convidar a la reflexió sobre el passat, el present i el futur de Barcelona i de Catalunya. El 2025 s'incorporà a la xarxa patrimonial del Museu d'Història de Barcelona.

## Història

### Inauguració
El centre cultural fou inaugurat a les 20 hores del 9 de setembre del 2013 pel president de la Generalitat, Artur Mas. A l'acte també van assistir l'alcalde de Barcelona, Xavier Trias; la presidenta del Parlament de Catalunya, Núria de Gispert; la vicepresidenta i titular del Departament de Governació i Relacions Institucionals, Joana Ortega; el conseller de la Presidència, Francesc Homs; la consellera d'Ensenyament, Irene Rigau; el conseller de Cultura, Ferran Mascarell, i el conseller de Justícia, Germà Gordó, entre altres autoritats. El mateix dia es va representar l'espectacle Auca de Born, escrit i dirigit per Jordi Casanovas, i que es va poder veure entre el 12 i el 28 de setembre. Va ser l'epicentre dels actes de commemoració del Tricentenari del setge de Barcelona, que van tenir lloc entre el setembre de 2013 i el setembre de 2014.
Durant els primers tres mesos en funcionament, el centre va rebre més de 580.000 visitants, doblant les expectatives inicials.

### Direcció
Quim Torra fou el primer director de facto del centre, des del 2012 fins al setembre de 2015, quan deixà el càrrec per presidir Òmnium Cultural. El succeïren Xavier Domènec i Ricard Vinyes, fins que el 2017 es convocà per primer cop la plaça de director, que guanyà Montserrat Iniesta. El 2021 fou destituïda, ocupant el càrrec interinament Carles Vicente, director de Memòria, Història i Patrimoni de l’ICUB. La nova directora fou Marta Marín-Dómine, fins al 2023 que l'Ajuntament decidí eliminar la plaça per a la integració progressiva al Museu d'Història de Barcelona.

### Fusió amb el Museu d'Història de Barcelona
El 2025, El Born es fusionà amb el Museu d'Història de Barcelona. Del seu anterior nom, El Born Centre de Cultura i Memòria, es va prescindir de la inicials CCM passant a denominar-se El Born. Museu d’Història de Barcelona i a ser un espai de centralitat del conjunt del sistema museístic.

## Espais

### Jaciment

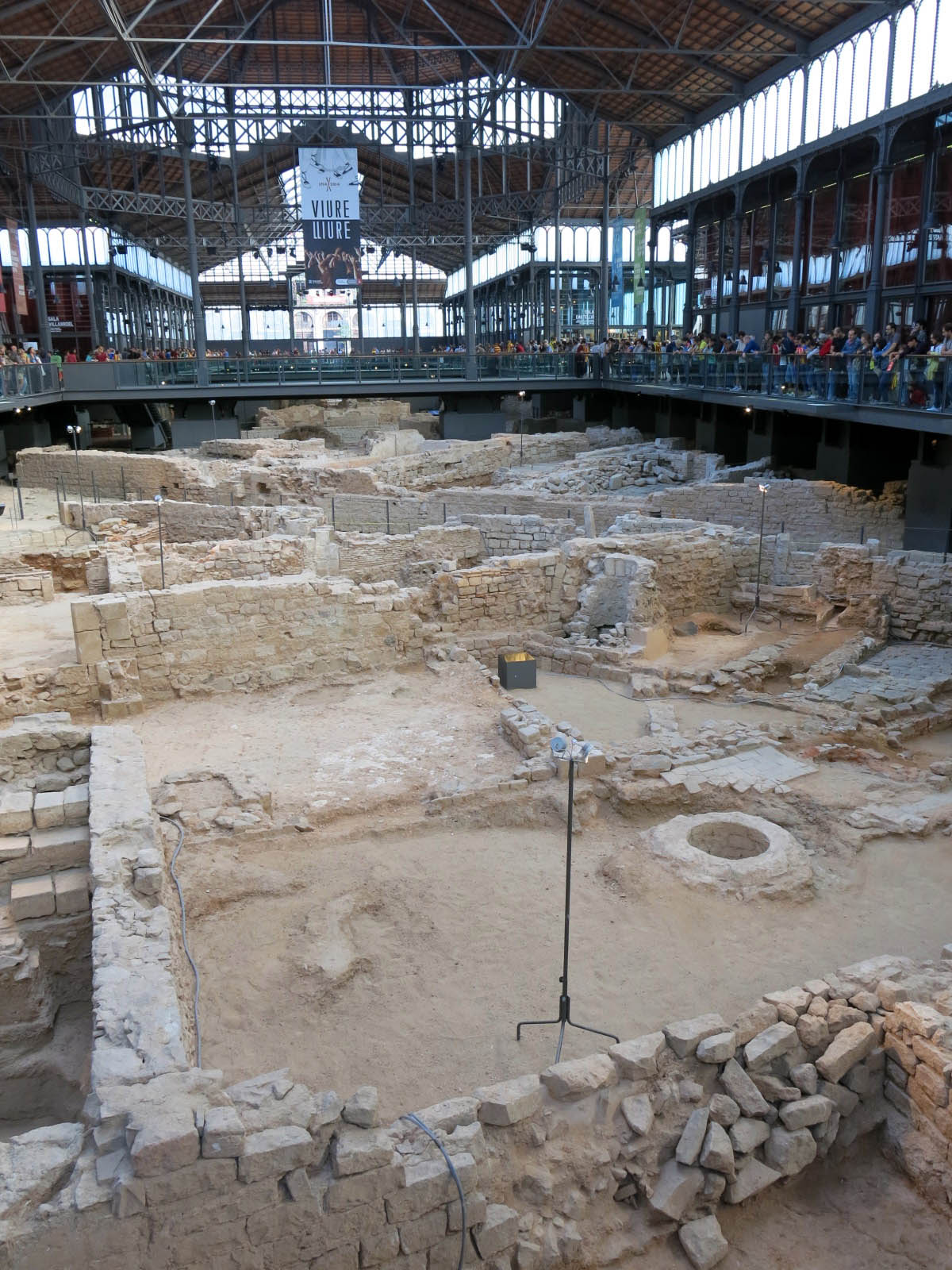
El jaciment del Born el dia de l'obertura al públic (11 de setembre del 2013)

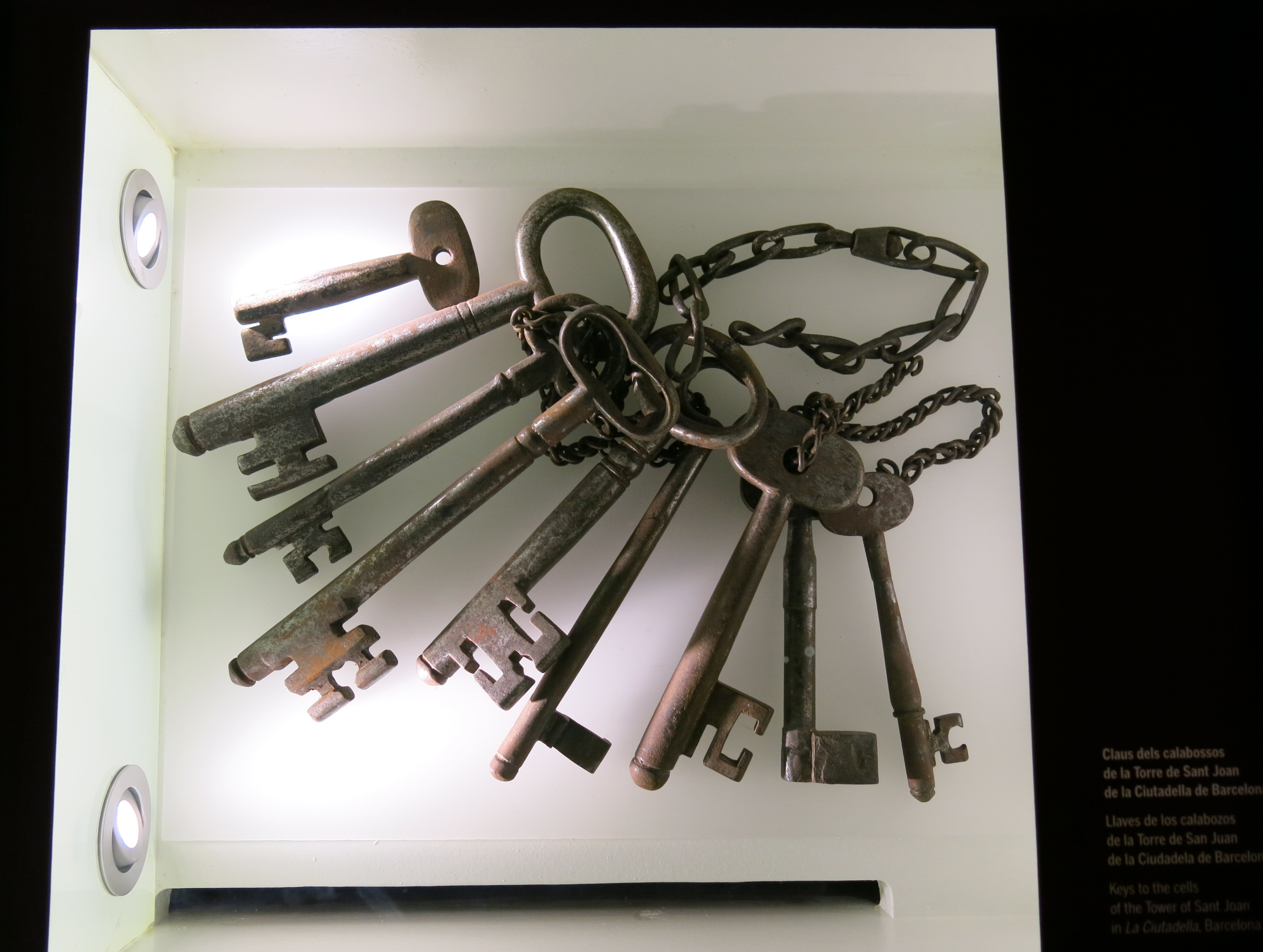
Claus dels calabossos de la Ciutadella, exposició sobre el Setge de Barcelona durant la guerra de Successió, a la sala Casanova

Les primeres excavacions es realitzaren el 1994, es repetiren el 2000-2001 i finalment, també a partir del 2007. Es tracta d'un dels jaciments més rellevants de Catalunya, on es presenta una trama urbana d'època medieval i moderna de més de 8.000 m². S'ha localitzat una xarxa de clavegueres, carrers, múltiples comerços, cases i palaus. S'han documentat tallers d'artesans com ferreries, flassaderies, cellers, caldereries.
Hi destaca la presència d'un tram del Rec Comtal, que actua com a eix vertebrador d'una zona, concretament la meitat oest del mercat. En aquesta part l'urbanisme es presenta irregular; en canvi, a la meitat est presenta major regularitat, amb un traçat ortogonal. S'han localitzat carrers com Ventres, Corders de Viola (o na Rodés), Joc de la Pilota (o Dies Feiners), Xucles, Gensana, Bonaire, Abella, Micó o carrer del Born al Pla d'en Llull.

### Sala Villarroel
Es troba a l'esquerra de l'accés pel carrer Comercial, i s'estén des del vestíbul fins al límit de l'edifici pel carrer de la Ribera. És l'espai que acull l'exposició permanent Barcelona 1700, de les pedres a les persones. En els aproximadament 350 m² de superfície es mostra una gran part dels objectes que es van localitzar al jaciment arqueològic i, a través de diversos materials expositius, s'ofereix al visitant la possibilitat d'aproximar-se a la vida quotidiana de la ciutat dels segles XVII i xviii. La sala regula l'entrada de llum solar per les vidrieres de la façana exterior amb cortines.

### Sala Casanova
Es troba a la dreta de l'accés pel carrer Comercial, i s'estén des del vestíbul fins al límit de l'edifici pel carrer de la Fusina. És l'espai destinat a acollir les exposicions temporals del centre, amb tota la versatilitat de formats que permeten els aproximadament 350 m² de superfície. Està climatitzada i dotada de cortines per tal de regular l'entrada de llum solar per les vidrieres de la façana exterior.

### Sala Moragues
És un espai polivalent de 350 m², adaptable a activitats de formats molt diversos, combinant de la manera més adequada per a cada cas els elements que la configuren: graderies telescòpiques, escenari modulable, cadires, taula de presidència, il·luminació per sectors, sistemes d'enfosquiment zenital i lateral, etc. Tècnicament, l'espai està equipat amb una cabina d'interpretació simultània, una pantalla motoritzada de 6 x 3,45 metres, projector, megafonia i cabina de control audiovisual.
La capacitat de la sala varia segons la disposició dels equipaments i l'activitat que s'hi ha de realitzar. Es calcula que hi caben 280 persones com a màxim. A més del control tècnic, la sala disposa d'un segon edicle amb magatzem, lavabos adaptats i un petit espai per fer les funcions de vestidor i de camerino per als artistes. Entre els seus elements permanents, la sala disposa d'un piano de cua.

### Carrer obert
Des de la balconada que delimita els tres grans ulls del jaciment, es pot contemplar l'àrea arqueològica i el conjunt de l'antic mercat. Compta amb més d'una vintena de plafons expositius per tal de posar el coneixement i el simbolisme del lloc a disposició de tothom.

### Sala Castellví
Durant els primers anys aquesta sala acollia l'espai gastronòmic. Actualment és un espai polivalent on s'hi instal·len mostres de petit format o s'hi organitzen activitats diverses. Anteriorment hi havia hagut també la Llibreria-botiga, gestionada per Bestiari.

## Activitats
El centre té un intens programa d'activitats, que inclou conferències i xerrades sobre història, sobre literatura, llengua i paraules.
El centre ha acollit diversos esdeveniments, com ara:
- 080 Barcelona Fashion: Del 27 al 31 de gener del 2014 es van presentar propostes d'una trentena de dissenyadors i marques per a la temporada tardor-hivern 2014-2015. En aquesta edició es va ubicar en un barri, el de la Ribera, que concentra un elevat nombre de botigues de moda, disseny i tendències. Durant aquella setmana, el centre va tancar les portes al públic en general del 25 de gener a l'1 de febrer de 2014.[8]

- The CraftRoom, la principal mostra d'exposició i venda de productes artesans catalans, de l'11 al 13 de juliol del 2014 amb un total de 108 d'expositors. A més d'esdevenir un gran espai de contacte entre artesans i el públic, el saló promociona la interacció de l'artesania amb altres sectors productius i creatius amb l'espai La Llotja de Negocis, i apropa el nou talent al mercat laboral.[9]

## Exposicions

### Exposició permanent

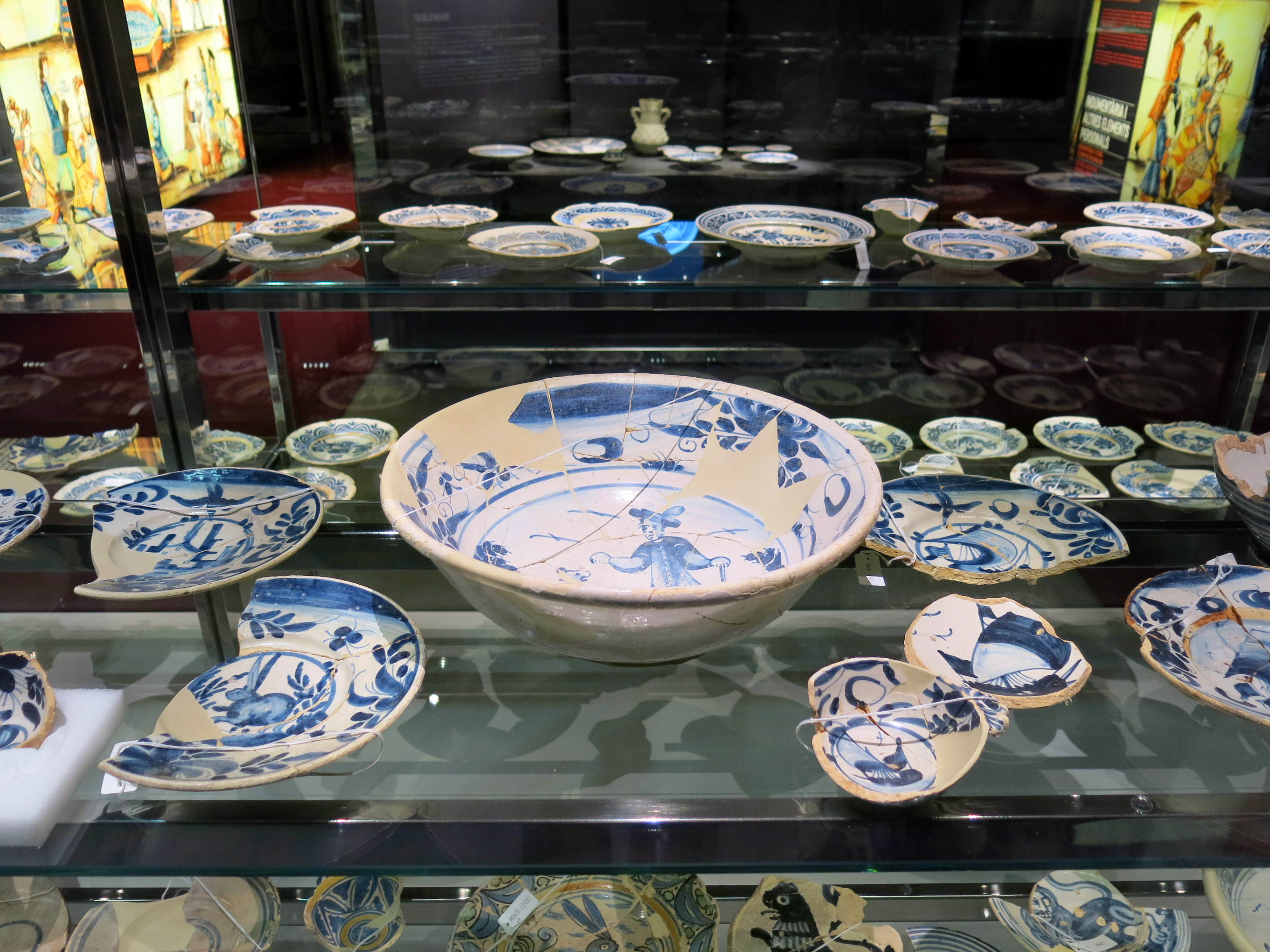
Vaixella trobada al jaciment, exposada a la sala Villarroel

L'exposició permanent Barcelona 1700. De les pedres a les persones a la Sala Villarroel rememora la societat barcelonina del segle xviii, dinàmica i moderna, però també marcada per les guerres que la van assetjar del 1691 al 1714. Mostra uns 1.800 objectes que es van trobar durant la intervenció arqueològica al jaciment i que han aportat nous coneixements sobre la vida quotidiana dels habitants del barri, que van ser expulsats de casa seva entre el 1716 i el 1717.
Vinculats a l'exposició permanent hi ha també tres espais expositius amb objectes. El més remarcable és la Sala de la Guerra, on es mostra una selecció dels més de tres centenars de bombes que es van trobar durant l'excavació. Aquesta sala es troba al final del recorregut pel jaciment, i a través d'un joc de miralls que reprodueixen les bombes fins a l'infinit, evoca l'horror dels bombardejos que els habitants d'auest barri van de patir durant el setge del 1714. L'exposició s'estructura en cinc grans àmbits: La Gran Casa, La Ciutat pròspera, La vida quotidiana, La Ciutat atacada i mutilada, La Ciutat refeta.

### Exposicions temporals
El centre organitza diverses exposicions temporals, entre les quals destaquen Per una educació en llibertat. Barcelona i l'escola, 1908-1979, Perich, 1941-1995. Humor amb ulls de gat, Renau, el combat per una nova cultura, Una infància sota les bombes o Montserrat Roig, 1977. Memòria i utopia.